# Liste der Schweizer Botschafter in Serbien
Schweizer Botschafter in Jugoslawien (bis 2003) und Serbien.

## Missionschefs
- 1925–1930: Charles von Jenner (1886–1970), Geschäftsträger
- 1930–1940: Paul Werner Steiner (1889–1942)
- 1940–1941: Paul Werner Steiner (1889–1942), Gesandter
- 1945–1949: Eduard Zellweger (1901–1975)
- 1949–1953: Robert Kohli (1896–1977)
- 1953–1957: Jean Frédéric Wagnière (1899–1984)
- 1957–1959: Jean Frédéric Wagnière (1899–1984), Botschafter
- 1959–1964: Anton Roy Ganz (1903–1993)
- 1964–1966: Guido Lepori (1914–)
- 1967–1974: Hans Keller (1908–1999)
- 1974–1981: Hansjörg Hess (1916–)
- 1982–1987: Alfred Reinhard Hohl (1930–2004)
- 1987–1989: Pierre-Yves Simonin (1937–)
- 1990–1992: Jean-Jacques Indermühle (1933–)
- 1996–1996: Benoît John Hartley Junod (1945–)
- 1996–2000: Paul Wipfli (1935–)
- 2000–2004: Gaudenz Ruf
- 2004–2008: Wilhelm Meier
- 2008–2012: Erwin Hofer
- 2012–2016: Jean-Daniel Ruch (1963–)

Ab 1925 selbständige Gesandtschaft, seit 1957 Botschaft.